# 米-千克-秒制
米-千克-秒制、MKS制或MKS系統是以公尺、公斤及秒（MKS）為基礎單位的單位制。距離的單位是公尺，質量的單位是公斤，時間的單位是秒。導出單位會以基礎單位的組合來表示，例如速度單位就是m·s-1。有些單位有其特殊的名稱，例如力的單位牛頓，也可以表示為kg·m·s-2。
現代的国际单位制源自法國的Système international d'unités，最早是要將MKS制正式化。国际单位制歷經數次修改，最近一次是2019年國際單位制基本單位重新定義，不過在實務應用上高度近似MKS制。

## 歷史
十九世紀中的科學家想到定義同調單位制，也就是所有導出單位都可以直接由基本單位產生，不需轉換係數的單位制。不列顛科學協會（BAAS）在1874年提出了厘米-克-秒制，是以厘米、克和秒為基礎的同調單位制，但此單位制不適合用在電磁學上，因為此單位制導出的电磁学單位不是一般使用的伏特、安培、歐姆等。米制公约在1975年訂定，也開始開發公斤和公尺的國際原型，在1889年獲得國際度量衡大會（CGPM）的正式批准，因此公斤和公尺正式成為MKS制的基礎單位。
1901年時由Giovanni Giorgi提議給義大利電機協會（Associazione elettrotecnica italiana, AEI），將MKS制加入一個電磁學常用的單位（如伏特、安培、歐姆）作為基本單位，再從基本單位衍生由其他電磁學常用的單位，而且仍維持同調單位制。電機工程師George A. Campbell大力支持此單位制。CGS制和MKS制在二十世紀時都廣為使用，其中MKS制用在貿易以及工程等領域中。國際電工委員會（IEC）接受Giorgi的提議，在1935年稱其為「Giorgi的M.K.S.制」，沒有說明要用哪一種電磁學單位當第四個基本單位。電力諮詢委員會（Consultative Committee for Electricity, CCE）在1939年導入Giorgi的提議，以安培作為第四個基礎單位，國際度量衡大會在1954年核准此系統。 
rmks系統（rationalized metre–kilogram–second）結合了MKS制以及電磁方程的rationalization。
加入基本單位安培的MKS制，有時會稱為MKSA系統，後來此系統在1960年加入了溫度單位开尔文、照度單位坎德拉為基本單位，形成了国际单位制，後來是在1971年加入單位摩尔為第七個基本單位。

## 外部連結
- Description of the MKS system （页面存档备份，存于）
- Description of the previous cgs system（页面存档备份，存于）